# Leichtathletik-Europameisterschaften 2006/Kugelstoßen der Frauen

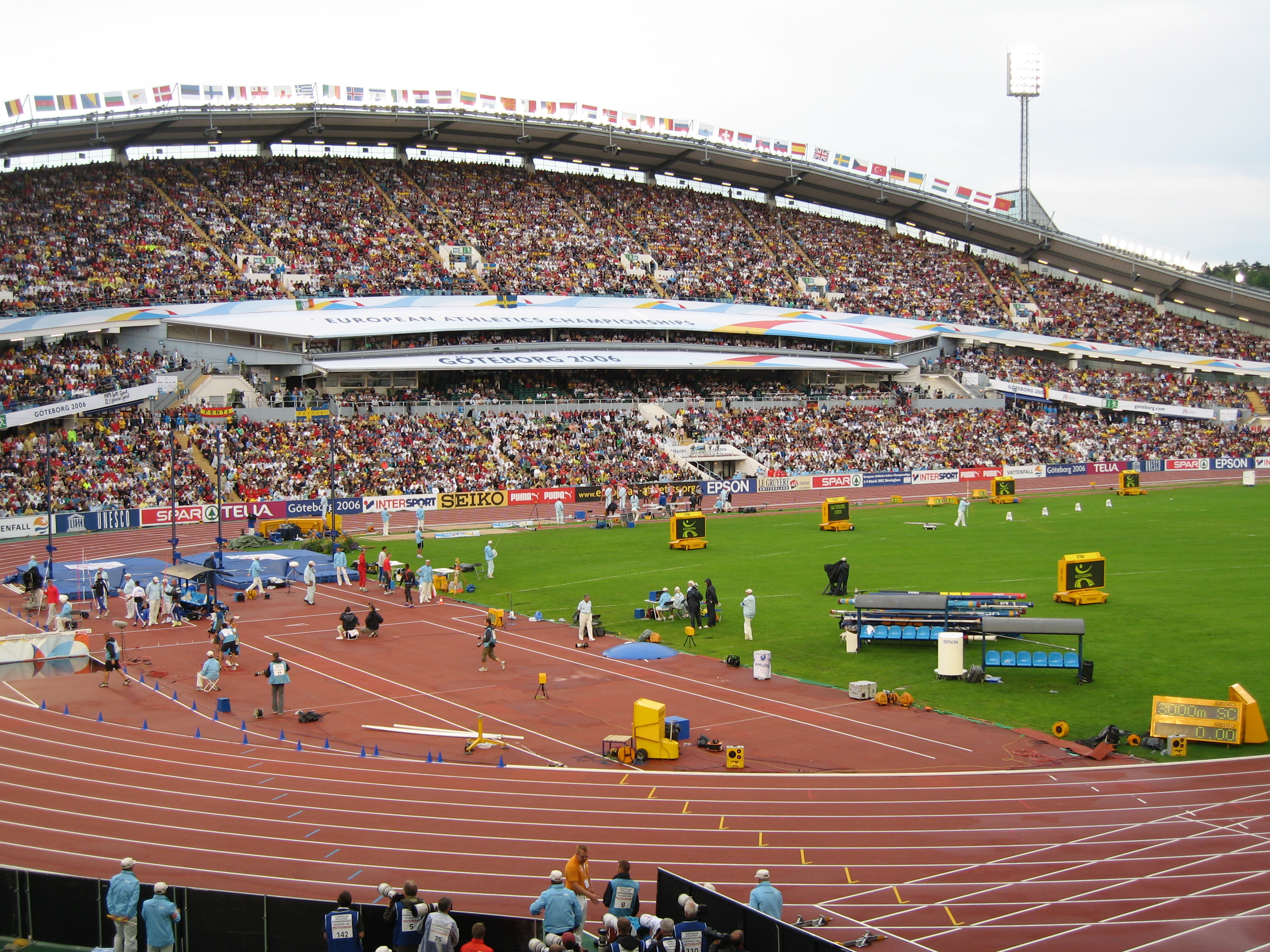
Das Ullevi-Stadion in Göteborg während der Europameisterschaften 2006

Das Kugelstoßen  der Frauen bei den Leichtathletik-Europameisterschaften 2006 wurde am 11. und 12. August 2006 im Ullevi-Stadion der schwedischen Stadt Göteborg ausgetragen.
Europameisterin wurde die Belarussin Natallja Charaneka. Die Deutsche Petra Lammert errang die Silbermedaille. Bronze ging an die amtierende Weltmeisterin Olga Rjabinkina aus Russland.

## Bestehende Rekorde
| Weltrekord           | 22,63 m | Natalja Lissowskaja | Moskau, Sowjetunion (heute Russland) | 7. Juni 1987    |
| Europarekord         | 22,63 m | Natalja Lissowskaja | Moskau, Sowjetunion (heute Russland) | 7. Juni 1987    |
| Meisterschaftsrekord | 21,69 m | Wita Pawlysch       | EM in Budapest, Ungarn               | 20. August 1998 |

Der bestehende EM-Rekord geriet bei diesen Europameisterschaften zu keiner Zeit in Gefahr. Die größte Weite erzielte die belarussische Europameisterin Natallja Charaneka im Finale mit 19,43 m, womit sie 2,26 m unter dem Rekord blieb. Zum Welt- und Europarekord fehlten ihr 3,20 m.

## Doping
Mit der Russin Nadseja Astaptschuk gab es in dieser Disziplin einen Dopingfall. Die Athletin wurde in ihrer Laufbahn mehrfach des Dopingbetrugs überführt mit entsprechenden Konsequenzen unter anderem in Form der Aberkennung erzielter Resultate. Dazu gehörten ihr Titel bei den Weltmeisterschaften 2005, ihr zweiter Rang bei den Europameisterschaften hier in Göteborg und ihr Olympiasieg 2012.
Leidtragende waren vor allem drei Athletinnen:
- Olga Rjabinkina, Russland – Sie erhielt ihre Medaille erst deutlich verspätet und war bei der eigentlichen Siegerehrung nach dem Wettkampf nicht dabei.
- Laurence Manfrédi, Frankreich – Sie hatte in der Qualifikation als eigentliche Zwölfte das Recht auf die Finalteilnahme erworben, durfte jedoch nicht dabei sein, weil sie wegen des noch nicht geahndeten Dopingbetrugs zunächst als Dreizehnte eingestuft war.
- Krystyna Zabawska, Polen – Als eigentlich Achtplatzierte des Vorkampfs im Finale hätten ihr drei weitere Versuche zugestanden.

## Legende
Kurze Übersicht zur Bedeutung der Symbolik – so üblicherweise auch in sonstigen Veröffentlichungen verwendet:
| DOP | wegen Dopingvergehens disqualifiziert |
| –   | verzichtet                            |
| x   | ungültig                              |

## Qualifikation

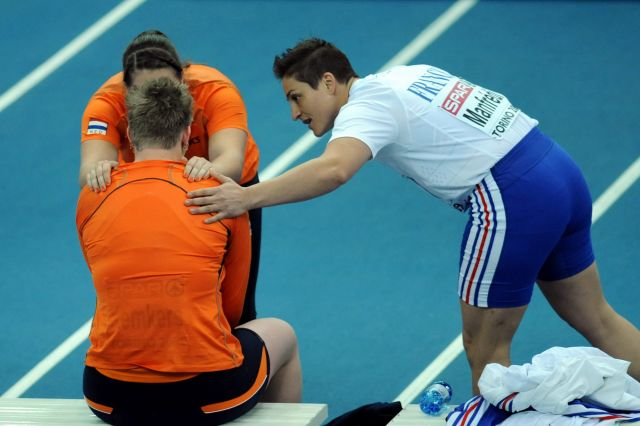
Laurence Manfrédi – mit 16,95 m zunächst Dreizehnte, sie hätte nach der Disqualifikation der Dopingsünderin Nadseja Astaptschuk eigentlich am Finale teilnehmen können
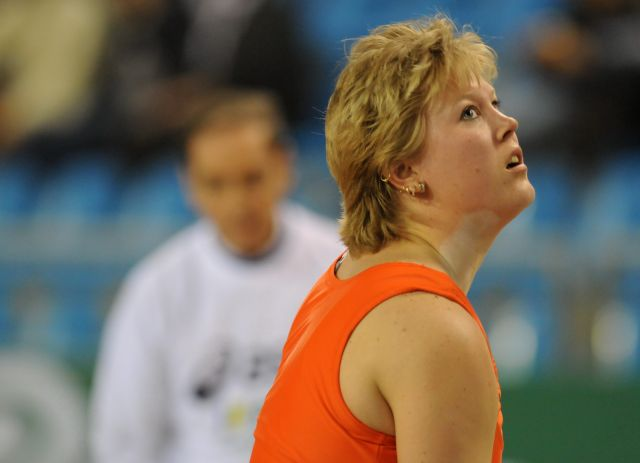
15,98 m waren für Denise Kemkers zu wenig, um im Finale dabei zu sein

11. August 2006, 10:10 Uhr
Obwohl nur siebzehn Athletinnen gemeldet waren, fand eine Qualifikation statt, die allerdings nicht in zwei Gruppen ausgetragen wurde. Alle Kugelstoßerinnen traten gemeinsam an und ermittelten die zwölf Besten für das Finale am darauffolgenden Tag. Die Qualifikationsweite für den direkten Finaleinzug betrug 17,75 m. Sieben Sportlerinnen übertrafen diese Marke (hellblau unterlegt). Das Finalfeld wurde mit den drei nächstplatzierten Teilnehmerinnen auf zwölf Kugelstoßerinnen aufgefüllt (hellgrün unterlegt). So mussten schließlich 17,15 m für die Finalteilnahme erbracht werden. Zu den Finalistinnen gehörte auch die später wegen Dopingbetrugs disqualifizierte Russin Nadseja Astaptschuk, die so einer Athletin, der Französin Laurence Manfrédi, den Finalplatz wegnahm.
| Platz | Name                 | Nation      | Bestweite (m) | 1. Versuch (m) | 2. Versuch (m) | 3. Versuch (m) | Anmerkung                              |
| 1     | Nadine Kleinert      | Deutschland | 18,75         | 18,75          | –              | –              |                                        |
| 2     | Olga Rjabinkina      | Russland    | 18,45         | 18,45          | –              | –              |                                        |
| 3     | Krystyna Zabawska    | Polen       | 18,20         | 18,20          | –              | –              |                                        |
| 4     | Natallja Charaneka   | Belarus     | 18,14         | 18,14          | –              | –              |                                        |
| 5     | Chiara Rosa          | Italien     | 18,05         | 18,05          | –              | –              |                                        |
| 6     | Petra Lammert        | Deutschland | 18,02         | 18,02          | –              | –              |                                        |
| 7     | Assunta Legnante     | Italien     | 17,64         | 17,64          | x              | 17,24          |                                        |
| 8     | Irina Chudoroschkina | Russland    | 17,58         | 17,29          | 17,58          | 17,09          |                                        |
| 9     | Magdalena Sobieszek  | Polen       | 17,54         | 16,97          | 17,54          | x              |                                        |
| 10    | Cristiana Checchi    | Italien     | 17,48         | x              | 17,48          | x              |                                        |
| 11    | Oksana Gaus          | Russland    | 17,15         | 17,06          | 16,95          | 17,15          |                                        |
| 12    | Laurence Manfrédi    | Frankreich  | 16,95         | 16,94          | 16,74          | 16,95          | eigentlich für das Finale qualifiziert |
| 13    | Denise Kemkers       | Niederlande | 15,98         | 15,32          | 15,47          | 15,98          |                                        |
| 14    | Jana Kárníková       | Tschechien  | 15,79         | 15,69          | x              | 15,79          |                                        |
| 15    | Filiz Kadoğan        | Türkei      | 15,78         | 15,26          | 15,78          | 15,09          |                                        |
| 16    | Helena Engman        | Schweden    | 15,77         | 15,60          | x              | 15,77          |                                        |
| DOP   | Nadseja Astaptschuk  | Belarus     | 17,90         | x              | 17,90          | –              | für das Finale zugelassen              |

## Finale
12. August 2006, 13:35 Uhr
| Platz | Name                 | Nation      | Resultat (m) | 1. Versuch (m) | 2. Versuch (m) | 3. Versuch (m) | 4. Versuch (m)                                | 5. Versuch (m)                                | 6. Versuch (m)                                |
| 1     | Natallja Charaneka   | Belarus     | 19,43        | 18,43          | 18,86          | 18,65          | 19,43                                         | x                                             | x                                             |
| 2     | Petra Lammert        | Deutschland | 19,17        | 18,45          | 19,06          | 18,26          | x                                             | 18,31                                         | 19,17                                         |
| 3     | Olga Rjabinkina      | Russland    | 19,02        | x              | 18,44          | 18,25          | x                                             | 19,02                                         | x                                             |
| 4     | Assunta Legnante     | Italien     | 18,83        | 18,32          | 18,10          | x              | 18,67                                         | 18,51                                         | 18,83                                         |
| 5     | Nadine Kleinert      | Deutschland | 18,47        | 18,47          | 18,35          | x              | 18,14                                         | x                                             | x                                             |
| 6     | Irina Chudoroschkina | Russland    | 18,44        | 17,81          | 17,79          | 18,44          | x                                             | x                                             | 18,01                                         |
| 7     | Chiara Rosa          | Italien     | 18,23        | 18,15          | 18,10          | 18,23          | x                                             | x                                             | 17,85                                         |
| 8     | Krystyna Zabawska    | Polen       | 17,99        | x              | 17,99          | 17,77          | eigentlich zu drei weiteren Stößen berechtigt | eigentlich zu drei weiteren Stößen berechtigt | eigentlich zu drei weiteren Stößen berechtigt |
| 9     | Oksana Gaus          | Russland    | 17,59        | 17,59          | 16,97          | 17,57          | nicht im Finale der besten acht Athletinnen   | nicht im Finale der besten acht Athletinnen   | nicht im Finale der besten acht Athletinnen   |
| 10    | Cristiana Checchi    | Italien     | 17,42        | x              | 17,42          | x              | nicht im Finale der besten acht Athletinnen   | nicht im Finale der besten acht Athletinnen   | nicht im Finale der besten acht Athletinnen   |
| 11    | Magdalena Sobieszek  | Polen       | 16,17        | x              | x              | 16,17          | nicht im Finale der besten acht Athletinnen   | nicht im Finale der besten acht Athletinnen   | nicht im Finale der besten acht Athletinnen   |
| DOP   | Nadseja Astaptschuk  | Belarus     | 19,42        | 18,15          | x              | x              | 18,87                                         | 19,42                                         | x                                             |

Im ersten Versuch ging Nadine Kleinert in Führung, konnte sich aber danach nicht mehr steigern. Petra Lammert übernahm mit 19,06 m im zweiten Durchgang die Spitze. Im Endkampf wurde sie von der amtierenden Hallenweltmeisterin Natallja Charaneka aus Weißrussland überholt, behauptete jedoch bis zum Schluss den Silberrang. Nadine Kleinert wurde schließlich Fünfte. In einem an Höhepunkten armen Wettbewerb – was sicherlich auch durch das Wetter bedingt war – übertraf einzig die viertplatzierte Italienerin Assunta Legnante ihre persönliche Jahresbestleistung.

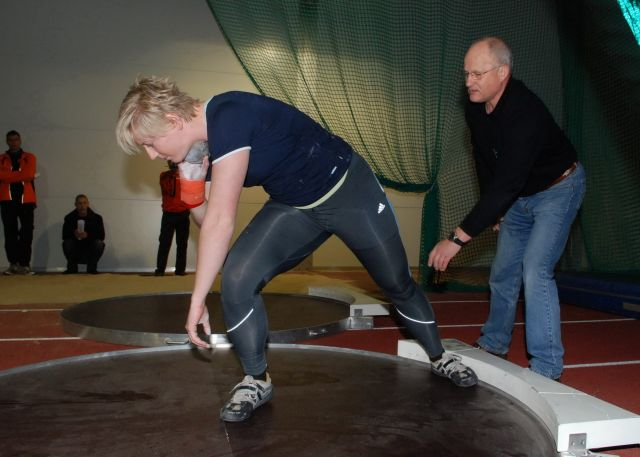
Petra Lammert – überraschende Silbermedaillengewinnerin
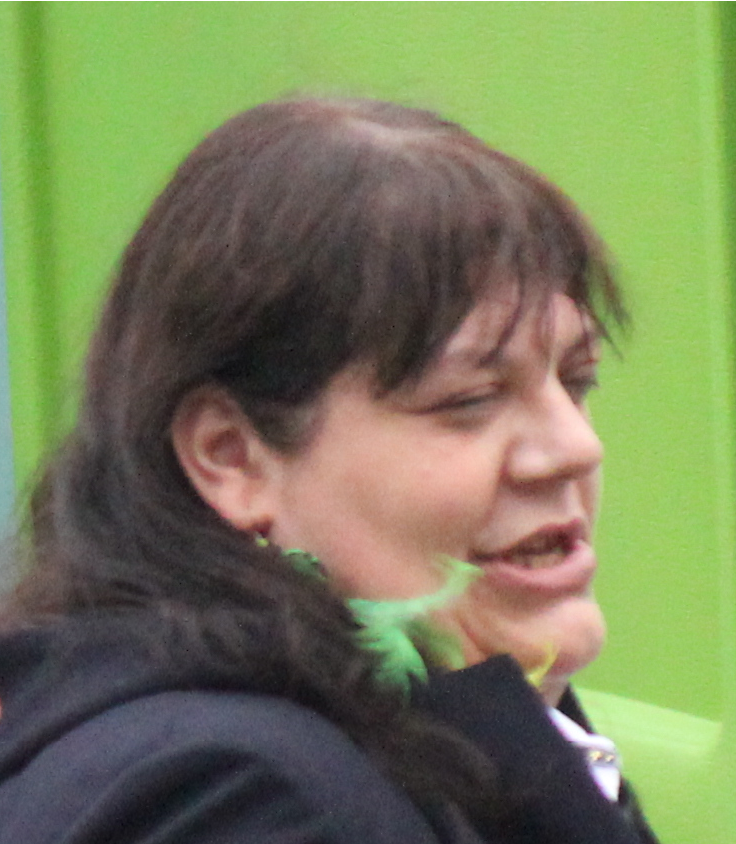
Assunta Legnante kam auf den vierten Platz
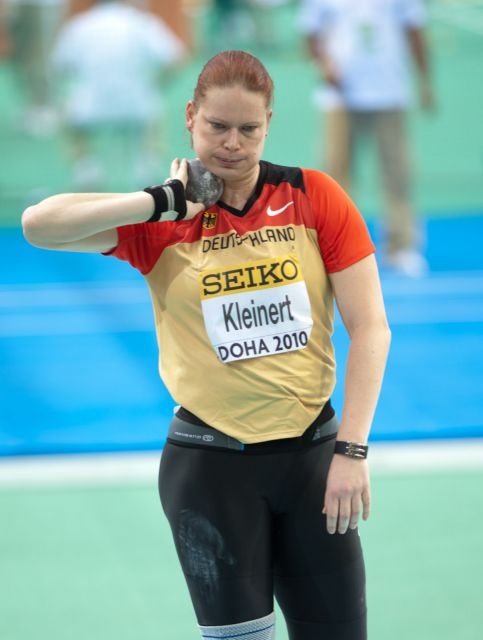
Nadine Kleinert, 2004 Olympiazweite 1999/2001 Vizeweltmeisterin, 2005 WM-Dritte, belegte Rang fünf

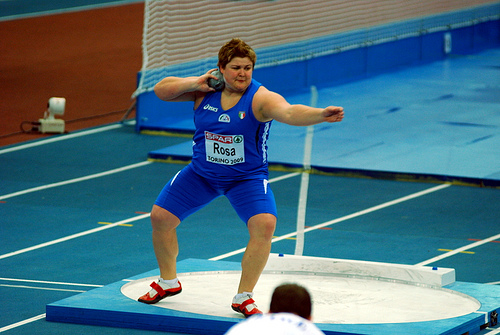
Chiara Rosa wurde Siebte
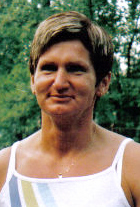
Krystyna Zabawska erreichte Platz acht – ihr hätten drei weitere Versuche im Finale zugestanden